# Раннее развитие (мультфильм)
«Раннее развитие» — компьютерный анимационный короткометражный фильм 2003 года, выпущенный Sony Pictures Imageworks. Он был создан и режиссёром Кевином Дж. Джонсоном. Это был второй короткий фильм студии после «Чаббчаббы!».

## Сюжет
Трёхминутный фильм следует за головастиком, который растёт перед другими головастиками, которые, в свою очередь, поддразнивают его и смеются над ним.

## Релиз
«Раннее развитие» был театрально выпущен 9 мая 2003 года вместе с «Дежурный папа». 2 декабря 2003 года короткометражка также была выпущена как специальная функция на DVD-диске «Дежурного папы». Короткометражка также была доступна в iTunes.